# Renata Berková
Renata Berková (Kroměříž, 24 de maio de 1975) é uma triatleta profissional checa. 

## Carreira

### Sydney 2000
Renata Berková disputou os Jogos de Sydney 2000, terminando em 29º lugar com o tempo de 2:08:08.37. 

### Atenas 2004
Em Atenas 2004, terminou em 32º lugar com o tempo de 2:11:50.94.